# 8721 AMOS
8721 AMOS este o planetă minoră (asteroid), cu un diametru de 49,91 km, din centura de asteroizi. A fost descoperită pe 14 ianuarie 1996 la Haleakalā Observatory⁠(d) de Air Force Maui Optical and Supercomputing observatory⁠(d) și a fost numită după Air Force Maui Optical and Supercomputing observatory⁠(d). 
Obiectul prezintă o orbită caracterizată de o semiaxă mare de 3,8915764 UAi, o excentricitate de 0,03, o înclinație de 5,44489 ° în raport cu ecliptica.